# Alessio Tacchinardi
Alessio Tacchinardi (født 23. juli 1975 i Crema, Lombardy) er en italiensk fodboldtræner og tidligere fodboldspiller, der i sin aktive spillerkarriere spillede for Juventus og vandt 17 officielle trofæer.